# Zoran Simjanović
Zoran Simjanović (en serbe Зоран Симјановић), né le 11 mai 1946 à Belgrade et mort le 11 avril 2021, est un compositeur serbe, principalement de musique de film.

## Filmographie partielle
- 1977 : Éducation spéciale de Goran Marković
- 1977 : L'Odeur des fleurs des champs (Miris poljskog cveca) de Srđan Karanović
- 1979 : Classe nationale de Goran Marković
- 1980 : La Couronne de Petria (Petrijin venac) de Srđan Karanović
- 1980 : Maîtres, maîtres de Goran Marković
- 1981 : Te souviens-tu de Dolly Bell ? d'Emir Kusturica
- 1982 : The Marathon Family (Maratonci trče počasni krug) de Slobodan Šijan
- 1982 : Variola vera de Goran Marković
- 1985 : Papa est en voyage d'affaires d'Emir Kusturica
- 1987 : Ange gardien (Andjeo čuvar) de Goran Paskaljević
- 1988 : Un film sans nom (Za Sada Bez Dobrog Naslova) de Srđan Karanović
- 1989 : Le Temps des miracles (Vreme čuda) de Goran Paskaljević
- 1989 : Point de rencontre de Goran Marković
- 1992 : Tito et moi de Goran Marković
- 1992 : Tango argentino de Goran Paskaljević
- 1995 : Tragédie burlesque (Urnebesna tragedija) de Goran Marković
- 1998 : Baril de poudre de Goran Paskaljević
- 2006 : Songe d'une nuit d'hiver de Goran Paskaljević
- 2011 : Besa de Srđan Karanović